# Samopał

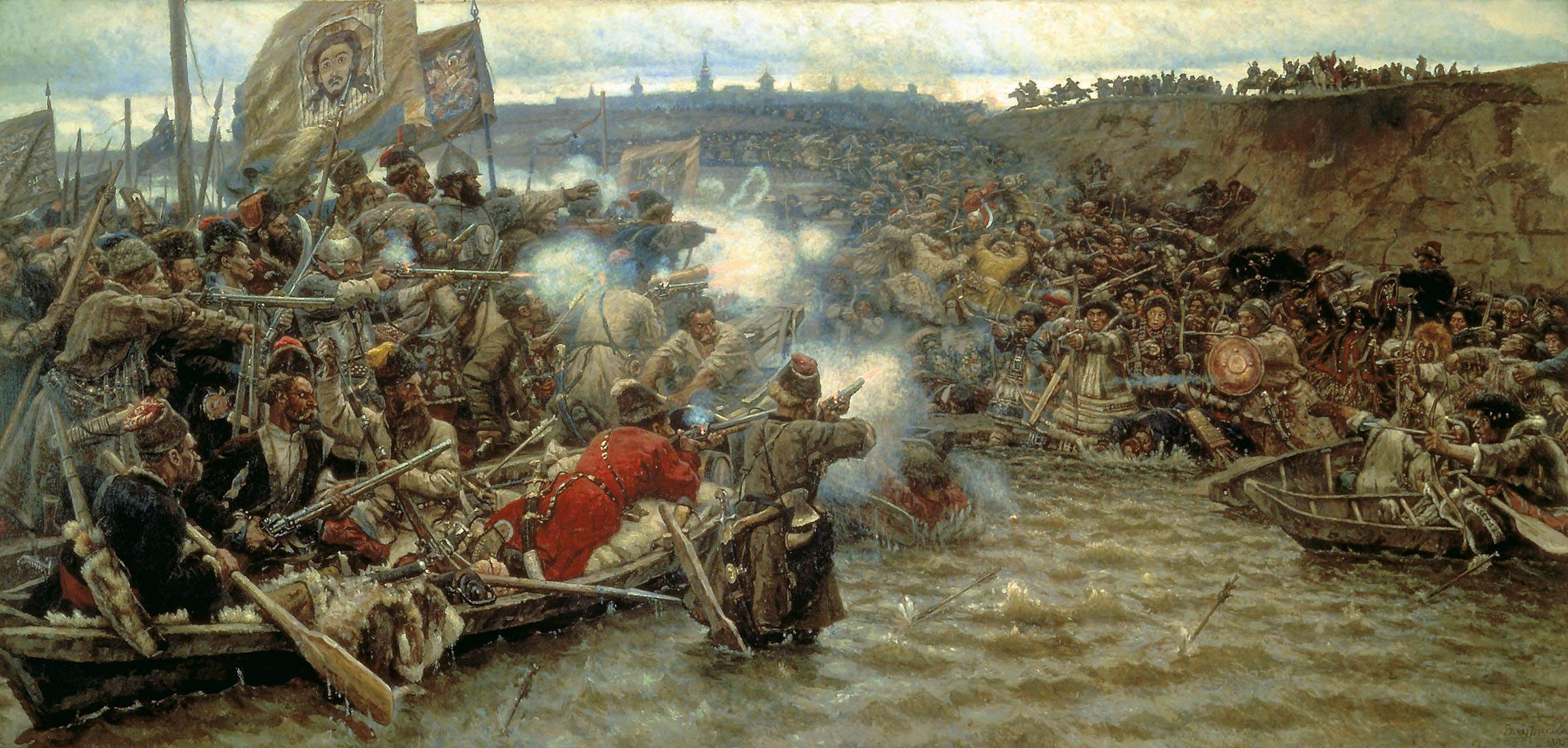
Kozacy strzelający z samopałów, na obrazie Wasilija Surikowa.

Polski herb szlachecki z nobilitacji Brzeźnicki (mąż zbrojny trzyma w lewej dłoni samopał lufą do góry)

Samopał (z ros. самопал) – staropolskie potoczne określenie długiej ręcznej broni palnej, używanej od XVI do XVII wieku na Ukrainie i w Rosji. Termin ten jest nieprecyzyjny i odnosił się do zróżnicowanych konstrukcji broni strzeleckiej.
Współcześnie samopałem określa się również broń palną ustawianą przez kłusowników w lesie na ścieżkach (przesmykach) zwierzyny. Samopał wystrzeliwuje po potrąceniu przez zwierzynę drutu lub sznura uruchamiającego spust.

## W literaturze
Przykłady cytowane za Słownikiem języka polskiego:
- Semenowie książęcy sypnęli się na ratunek swego wodza; huknęły samopały, wrzaski (...) zlały się ze szczękiem żelaza.
- Bokami w dwóch szeregach szli żołnierze z samopałami na ramionach.
- Kozacy mieli już piechotę w dobrą broń ze skałkami krzemiennymi, czyli w samopały, opatrzoną.
- Spisa i samopał były całym hajdamaki uzbrojeniem.
- Tegoż wieczora i kilku następnych stawiliśmy samopały, lecz tygrysów nie było.
- Tego rodzaju samopał jest to wynalazek jedyny na wilcze polowanie.

W powieści Sienkiewicza Ogniem i mieczem, Rzędzian ratujący z rąk Bohuna kniaziównę Kurcewiczównę, śmiertelnie postrzelił z samopału wróżbitkę Horpynę.